# Fêtes dans l'Égypte antique
Les fêtes dans l'Égypte antique sont liées :
- au calendrier agricole : Ier de l'an, début de saison, semailles, moisson, crue, etc.
- aux événements dynastiques : fête du couronnement, jubilé,
- aux divinités égyptiennes qui comportent :
  - des rites pratiqués en secret dans les temples,
  - des manifestations publiques mimées commémorant les hauts faits des dieux ; les thèmes les plus souvent mimés et joués sont la passion d'Osiris, la quête d'Isis, les luttes opposants Seth et Horus.

Qu'elles soient nationales ou locales, les fêtes donnaient lieu à de nombreux jours chômés et pouvaient durer plusieurs jours.
Dans la deuxième salle hypostyle du temple de Sobek et Haroëris à Kôm Ombo, on trouve un calendrier des fêtes datant du règne de Ptolémée VI Philopator